# Prima di essere un uomo
Prima di essere un uomo è il secondo album di Daniele Silvestri, pubblicato nell'inverno del 1995 dalla Dischi Ricordi, e prodotto, come il precedente, da Enzo Miceli, che ha collaborato nella stesura delle musiche de Le cose in comune.
Si aprono per Silvestri le porte del Festival di Sanremo, condotto da Pippo Baudo, dove presenta L'uomo col megafono, brano che riesce a qualificarsi per la serata finale, arrivando ultimo, ma l'artista considera un'impresa l'essersi esibito due volte. La canzone ottiene il Premio Volare come migliore testo.

## Il disco
L'album si colora di sonorità elettroniche, aumentano gli effetti speciali e le campionature. Confermati i due componenti di Elio e le Storie Tese, Faso e Cesareo, si aggiungono altri musicisti d'eccezione, tra i quali fanno spicco le numerose percussioni di Giuseppe Bonaccorso, conosciuto con lo pseudonimo di Naco, che in quegli anni ha suonato con artisti italiani di prim'ordine, morto nel 1996. L'ironia nei testi di questo secondo lavoro si fa più pungente, talvolta caustica e impietosa: le tematiche politiche lasciano lo spazio ai travagli interiori, per illustrare i quali Daniele si racconta senza remore. La technostrocca (che sta per filastrocca techno) contiene numerose campionature tratte dal film Premio Oscar di Woody Allen Io e Annie. Domani mi sposo racconta di un incubo che funge da critica all'istituzione del matrimonio: la traccia seguente Sì, no... non so spiega queste ragioni rispondendo a un ipotetico sacerdote che chiedeva a Daniele quando e se avrebbe convolato a nozze. Lieve la musica si apre con un notiziario in bassa frequenza che spiega l'antefatto, una sorta di ninna nanna di una madre al suo neonato privo di vita, vittima di un incidente domestico. L'idea è mutuata da un brano di Lucio Dalla, È lì, inclusa nell'album Il giorno aveva cinque teste (1973).
La versione "in prova" de L'Y10 bordeaux è incisa in presa diretta e ha un arrangiamento velocizzato in chiave rock che la differenzia dall'altra versione presente sul CD.

## Tracce
Testi e musiche di Daniele Silvestri, eccetto dove indicato.
1. L'uomo col megafono – 4:46
2. Le cose in comune – 4:17 (testo: Daniele Silvestri – musica: Daniele Silvestri e Enzo Miceli)
3. L'Y10 bordeaux – 4:35
4. Prima di essere un uomo – 5:04
5. La technostrocca ("S" con Dario) – 4:41
6. Illuso – 2:54
7. Marzo 3039 – 4:47
8. Frasi da dimenticare – 4:45
9. Domani mi sposo – 2:16
10. Sì, no... non so (comunque ci penso) – 4:06
11. Lieve la musica – 5:28
12. L'Y10 bordeaux (in prova) – 4:29

## Formazione
- Daniele Silvestri - voce, chitarra elettrica, pianoforte, tastiera, organo Hammond, fisarmonica
- Angel Paco Garcia - chitarra
- Emanuele Brignola - basso
- Simone Prattico - batteria
- Gigi Cifarelli - chitarra elettrica
- Francesco Saverio Porciello - chitarra classica
- Naco - percussioni
- Roberto Vernetti - programmazione
- Margherita Graczyk - violino
- Paola Guerri - viola
- Marilena Pennati - violoncello
- Demo Morselli - flicorno, tromba
- Enzo Miceli - cori, rumori

## Classifiche
| Classifica (1995) | Posizione massima |
| ----------------- | ----------------- |
| Italia            | 21                |